# 贝尔斯特兰
贝尔斯特兰（德語：Bersteland）是德国勃兰登堡州的市镇，隶属于达默-施普雷瓦尔德县。总面积为29.31平方千米，截至2023年12月31日总人口为877人。